# Die Hölle muss warten
Die Hölle muss warten (с нем. — «Ад подождёт») — пятый студийный альбом немецкой рок-группы Eisbrecher. В Германии альбом вышел 14 января 2012 года.

## Список композиций
| №   | Название                     | Перевод                   | Длительность |
| --- | ---------------------------- | ------------------------- | ------------ |
| 1.  | «Tanz Mit Mir»               | Танцуй со мной            | 3:17         |
| 2.  | «Augen Unter Null»           | Стеклянный взгляд         | 4:01         |
| 3.  | «Die Hölle muss warten»      | Ад подождет               | 4:02         |
| 4.  | «Verrückt»                   | Сумасшедший               | 3:21         |
| 5.  | «Herz Aus Eis»               | Ледяное сердце            | 3:55         |
| 6.  | «Prototyp»                   | Прототип                  | 3:22         |
| 7.  | «Ein Leben Lang Unsterblich» | Бессмертие длиной в жизнь | 3:42         |
| 8.  | «Abgrund»                    | Пропасть                  | 4:19         |
| 9.  | «In Meinem Raum»             | В моем пространстве       | 3:12         |
| 10. | «Keine Liebe»                | Нет любви                 | 3:58         |
| 11. | «Exzess Express»             | Эксцесс экспресс          | 3:25         |
| 12. | «Rette Mich»                 | Спаси меня                | 3:56         |
| 13. | «Atem»                       | Дыхание                   | 4:20         |
| 14. | «Treiben»                    | Оживление                 | 4:22         |
| 15. | «Böser Traum»                | Кошмар                    | 4:07         |

### ПереизданиеMiststück Edition
| №  | Название                     | Перевод               | Длительность |
| -- | ---------------------------- | --------------------- | ------------ |
| 1. | «Metall»                     | Металл                | 3:42         |
| 2. | «Miststück 2012»             | Сука 2012             | 3:22         |
| 3. | «Wenn Zeit die Wunden Heilt» | Если время лечит раны | 3:24         |
| 4. | «Zu Leben»                   | Жить                  | 3:43         |
| 5. | «Zeit»                       | Время                 | 4:03         |

## Синглы
- Verrückt
- Die Hölle muss warten
- Miststück 2012

## Видео
- «Verrückt»
- «Die Hölle muss warten»
- «Miststück 2012»

## Позиции в чартах
| Чарт (2012)          | Место |
| -------------------- | ----- |
| Media Control Charts | 3     |
| Ö3 Austria Top 40    | 21    |
| Swiss Music Charts   | 16    |